# 佩沃辛
佩沃辛（德語：Päwesin）是德国勃兰登堡州的一个市镇，隶属于波茨坦-米特尔马克县。总面积为23.66平方千米，截至2020年总人口为498人。